# Compsibidion decoratum
Compsibidion decoratum là một loài bọ cánh cứng trong họ Cerambycidae.